# Muñeca de trapo

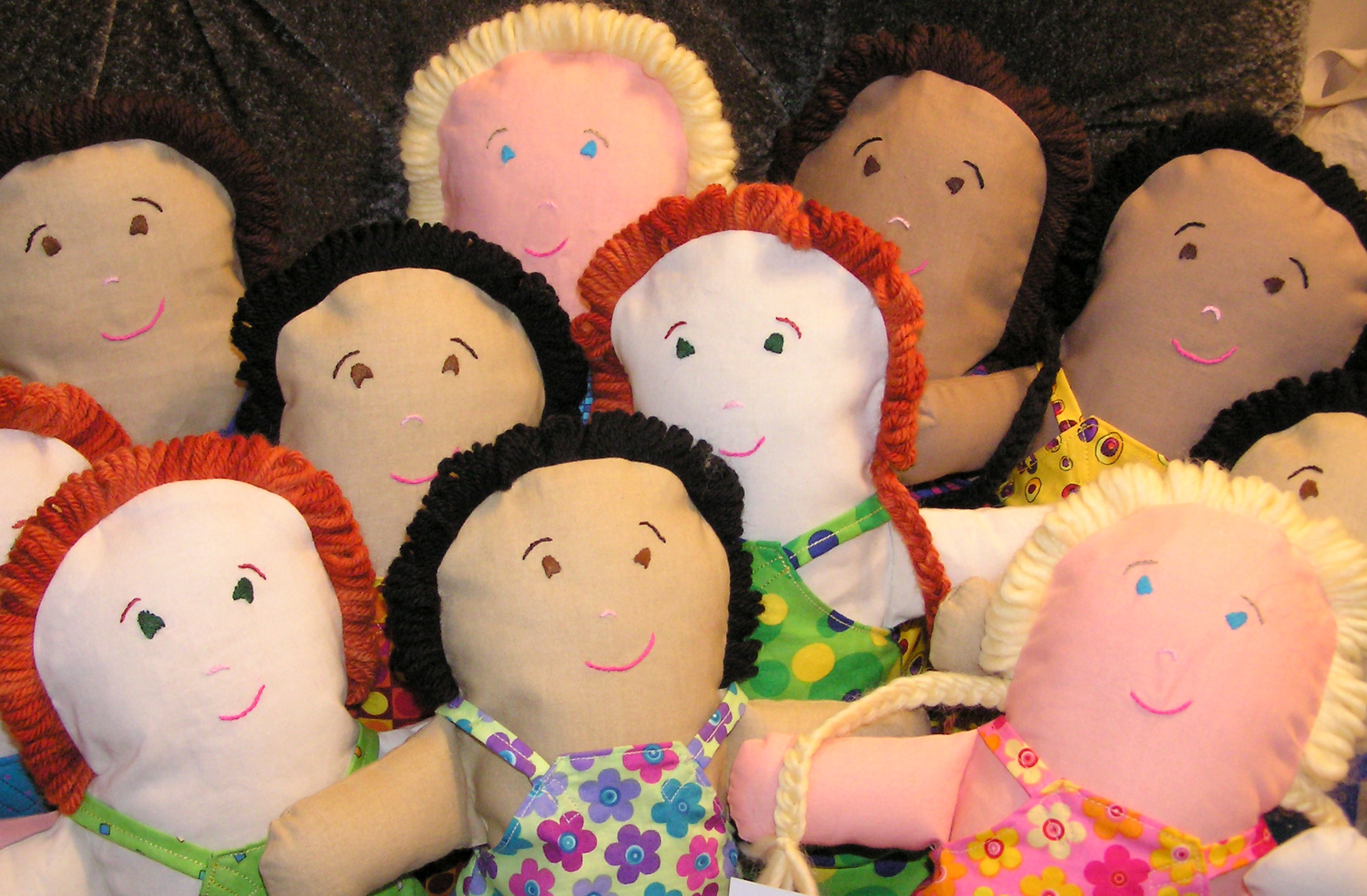
Muñecas de trapo.

Una muñeca de trapo es un juguete para niños. Es una muñeca (juguete popular en todo el mundo) fabricada de tela, tradicionalmente hecha en casa de retales de trapo y rellena con restos de piezas de material. Es uno de los juguetes más antiguos que existen para niños; en el Museo Británico hay una muñeca de trapo de la época romana, que se puede datar en la primera mitad del siglo V. Esta fue encontrada en una tumba junto a una niña. 
No obstante las primeras referencias históricas de muñecas de trapo datan de época egipcia, aunque lamentablemente los elementos biodegradables con los que estaban hechas (lino y papiro) han dificultado el hallazgo por parte de los arqueólogos. 
Una muñeca amish es un tipo de muñeca de trapo tradicional americana que se originó como juguete para los niños entre las personas de la  Vieja Orden Amish. El tipo más conocido no tiene rasgos faciales. Hoy en día, muchas muñecas de trapo son producidas comercialmente imitando las características de las muñecas caseras originales, con características simples, cuerpos de paño suave, y la ropa de retazos.

## En la literatura
Las muñecas de trapo han aparecido en una serie de cuentos infantiles, como el personaje del siglo XIX Golliwogg,  Raggedy Ann en el libro de 1918 de Johnny Gruelle,  en el popular "Raggybaggy", en las series de televisión británica para niños Bagpuss o Ragdolly Anna de Jean Kenward. El personaje de Sally de la película de Tim Burton,  Pesadilla antes de Navidad. también es una muñeca de trapo.